# Paracanthon trichonotulus
Paracanthon trichonotulus är en skalbaggsart som beskrevs av Vladimir Balthasar 1938. Paracanthon trichonotulus ingår i släktet Paracanthon och familjen bladhorningar. Inga underarter finns listade i Catalogue of Life.